# Marie Hankel
Marie Hankel (Schwerin, 2 de febrero de 1844 – Dresde, 15 de diciembre de 1929) fue una escritora alemana de literatura en esperanto. Fue la fundadora de la Esperantista Literatura Asocio (Asociación de Literatura del Esperanto) y también fue defensora del sufragio de las mujeres.

## Biografía
Hankel née Dippe nació en 1844 en Schwerin, Alemania. En 1905  aprendió esperanto y posteriormente escribió poesía y prosa en esta lengua. Sus títulos incluyen La simbolo de l' amo (El símbolo del amor), Tri unuaktaj komedioj (Tres comedias en primera persona), y Sableroj (Arenas). En 1909 participó y ganó el concurso literario Internaciaj Floraj Ludoj (Juegos Florales Internacionales). En 1910 habló en apoyo del sufragio de las mujeres en el Congreso Universal de Esperantol anual en Washington D. C.. En 1911 fundó y fue la primera presidenta del Esperantista Literatura Asocio (Asociación de Literatura del esperanto) en el Congreso Universal de Esperanto de aquel año en Amberes.

## Premios y reconocimientos
Desde 2003 una calle en el distrito Laubegast de Dresde lleva su nombre en su honor.